# Дрейер, Кира Львовна
Ки́ра Льво́вна Дре́йер (26 февраля 1921, Петроград — 15 февраля 1996, Санкт-Петербург) — советский врач-педиатр, детский хирург, учёный-медик, одна из основоположников детской хирургии в Ленинграде.
Кандидат медицинских наук, доцент кафедры детской хирургии Санкт-Петербургской педиатрической медицинской академии, ведущий хирург Детской городской больницы № 1 Санкт-Петербурга.
Дочь потомственного дворянина, инженера-кораблестроителя Льва Львовича Дрейера, внучка контр-адмирала Александра Ильича Кази, внучатая племянница городского головы Севастополя, позже директора Балтийского судостроительного завода Михаила Ильича Кази.
Житель блокадного Ленинграда

## Биография
Родилась в Ленинграде в семье инженера-кораблестроителя, а позже сотрудника транспортной инспекции административного отдела Ленинградского губисполкома Льва Львовича Дрейера (1885—1942) и его жены Ольги Александровны (ур. Кази) (1893—1942).
Семья проживала в д. 139 по проспекту 25 Октября (так в те годы назывался Невский проспект), что позволило ей учиться в находившейся поблизости 2-й полной средней школе Володарского района — бывшем 3-м реальном училище, где в 30-е годы ещё оставались учителя дореволюционной закалки. Успешно окончив школу, в 1939 г. К. Л. Дрейер поступила в Ленинградский педиатрический медицинский институт.
Так случилось, что большая часть обучения Киры Львовны в институте пришлась на тяжёлые блокадные годы. Педиатрический институт оказался единственным в осажденном городе, который продолжал учить своих студентов. Лишь на несколько месяцев самой суровой зимы 1941—1942 г. занятия были временно прекращены. Однако клиники продолжали работать, и студенты со своими преподавателями лечили в них своих маленьких пациентов.
В феврале 1942 г. Кира Львовна похоронила отца, в июне от голода умерла мать. Сил хватило только на то, чтобы отвезти тела родителей к приёмному покою больницы им. Куйбышева на Литейном. пр. Там был организован пункт приема трупов для жителей центральной части города. Где были похоронены отец и мать, Кира Львовна так никогда и не узнала. В дополнение ко всему, в 1943 г. пришло известие с фронта о том, что без вести пропал старший брат Лев. Смерть ходила рядом. Но удивительное дело, она обостряла чувство жизни. Театр, музыка, стихи — всё это не переставало волновать. Об этом хорошо написала в своём дневнике институтская подруга Киры Львовны Наталья Васильевна Панченко:

«13.XII.1941 г. Вчера вечером пришла Кира — отогреваться, а сегодня мы с нею читали фантастический роман сегодняшнего дня — книгу поваренную Молоховец. А хорошо, черт побери, кушалось….

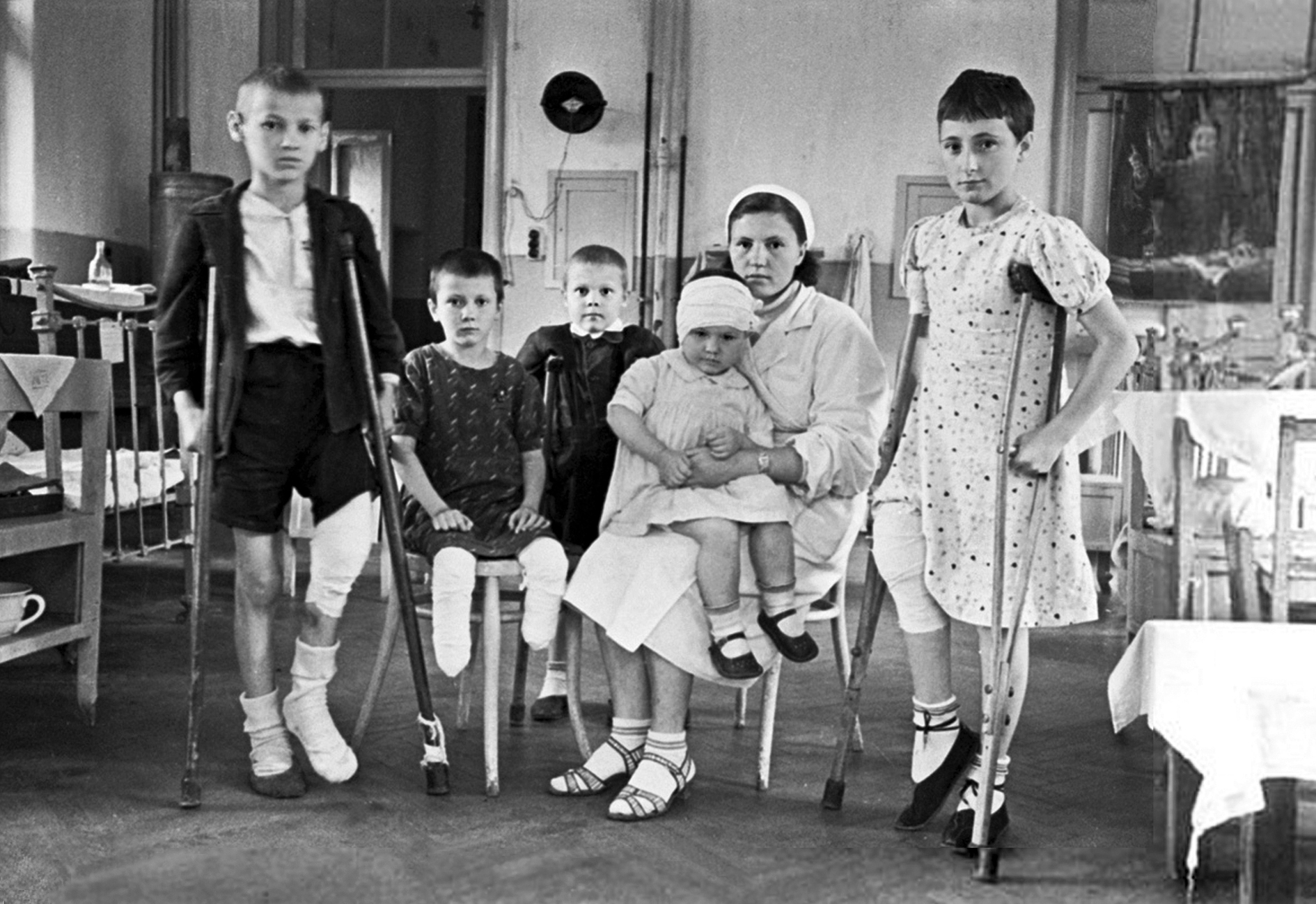
В хирургической клинике ЛПМИ в годы блокады. 1942 г.

3.X.1943 г. Вчера мы, то есть я, Кира, Сима, Бетя и ещё другие девочки были опять в филармонии на концерте. Народу было очень мало, а концерт был очень хороший, литературный, в основном были артисты БДТ…. Самым последним номером был Полицеймако, и все мы торжествовали, так как только его заставили читать на „бис“. Кирке понравились низкие ноты в его голосе, ну а обо мне говорить нечего….

2.XII.1943 г. Вчера я немного занималась гистологией на кафедре, а потом пошла к Кире и провела у неё ночь. Говорили мы с ней очень много, все вспоминали молодость. А сейчас я пришла домой, никого ещё нет, надо заниматься, а лень и не могу я учить несчастную мочеполовую систему. Никак она мне в голову не идет! Ну, а кроме того — мы ведь всю ночь проговорили с Кирой, мне спать хочется. До чего же мы с Киркой „взаимнопонимаемы“! Как приятно иметь в свете такую родственную душу, как мне было тяжело без неё. А сейчас совсем-совсем как до войны — хорошо так, приятно. Ну, ладно. Надо кончать и учить….

29.XI.1943 г. Ой! Меня вчера звала Кира в Выборгский на „У стен Ленинграда“ и я не пошла. А спектакль заменили концертом Флакса, а меня не было… Ой, я сегодня весь день хожу как пьяная по этому поводу. На физиологии порола какую-то чушь, так что даже Лившиц это заметил…. Я просто во многом ещё не стала взрослой, тогда как Кира много старше меня. Это, пожалуй, в отношении литературы и всякой философии. У меня нет философии, и я мало над этим задумываюсь. Нет, и не надо! Изучала основы марксизма-ленинизма — восприняла как должное, многого не поняла и успокоилась на этом. Материализм — пусть будет материализм; очевидно, во мне ещё не созрела критическая жилка, которая так сильна в Кире….

10.XII.1943 г. Вчера я совсем забегалась с подпиской. Была в клинике хирургии у Киры Дрейер. Там был Штурм, в которого влюблена моя Кирка. Он хороший. А потом поехали мы в кино. Зоя забыла очки и приехала позднее. Смотрели мы „Жди меня“ в „Спартаке“….
21.I.1944 г. Ну, дала мне Кирка прочесть своё произведение. Мне даже неудобно теперь, что я показывала ей свои дневники и „стихи“. Далеко мне до её таланта. Какие у неё чудесные вещи! Красивые, молодые, нежные….

22.I.1944 г. Очень, очень трудно передать все, что меня переполняет. Ведь начатый бой за Ленинград продолжается успешно-успешно! В ту ночь ликование продолжилось почти до 3-х часов. И в сводке нашей… Ой! Как я визжала! Петергоф, Волосово, множество деревень (которых я, правда, не знаю) и главное — Дудергоф — проклятую „Воронью гору“, а на ней были самые главные пушки, те самые, которые нам жизнь столько времени отравляли…. После елки у Инульки мы распрощались, и я поехала к Кирке. Мы так сходили с ума всю ночь, так бесились! Я давно не была в таком бурном состоянии…».— 

Доцент Виктор Августович Штурм, оказавший особое влияние на К. Л. Дрейер.

Оставшись одна, она перебралась в общежитие, которое временно было оборудовано в одном из учебных корпусов прямо на территории института. Это было необходимо и потому, что большую часть времени, свободного от занятий, Кира Львовна дежурила в хирургической клинике в качестве операционной сестры. Основной контингент больных клиники составляли дети, пострадавшие от артобстрелов и бомбежек, поэтому первый клинический опыт у Киры Львовны был связан с травматологией, а главным её учителем и в буквальном смысле кумиром оказался хирург-ортопед, доцент Виктор Августович Штурм. Видимо, тогда и возникло у неё желание стать детским хирургом.
Лекции студентам читались не в аудиториях, а в небольших учебных комнатах. Профессор А. Б. Воловик вспоминал: 

«Студентов было немного… Сидел я у печки, а вокруг — студенты. Могу сказать, что ни до, ни после этого учебного года не имел я такого контакта с аудиторией».— 
Среди этих двадцати благодарных студентов, лекции по пропедевтике детских болезней слушала и К. Л. Дрейер.
Окончив в 1944 г. институт, Кира Львовна была призвана в ряды Советской Армии. Она демобилизовалась только в 1946 г. и сразу была принята врачом-ординатором клиники детской хирургии ЛПМИ. Спустя 6 лет, в 1952 году, заведующий кафедрой детской хирургии ЛПМИ профессор Александр Владиславович Шацкий пригласил К. Л. Дрейер на должность ассистента. В 1963 г. под руководством А. В. Шацкого и профессора кафедры гистологии и эмбриологии Е. С. Данини она защитила кандидатскую диссертацию: «Хирургическое лечение спинномозговых грыж у детей». Впервые разрабатываемая тема, да к тому же на стыке двух дисциплин, оказалась чрезвычайно сложной. Почти десять лет ушло у Киры Львовны на сбор и обработку материала. И всё это только в свободное от основной работы время. Через 5 лет после защиты диссертации, в 1968 г., К. Л. Дрейер было присвоено ученое звание доцента.

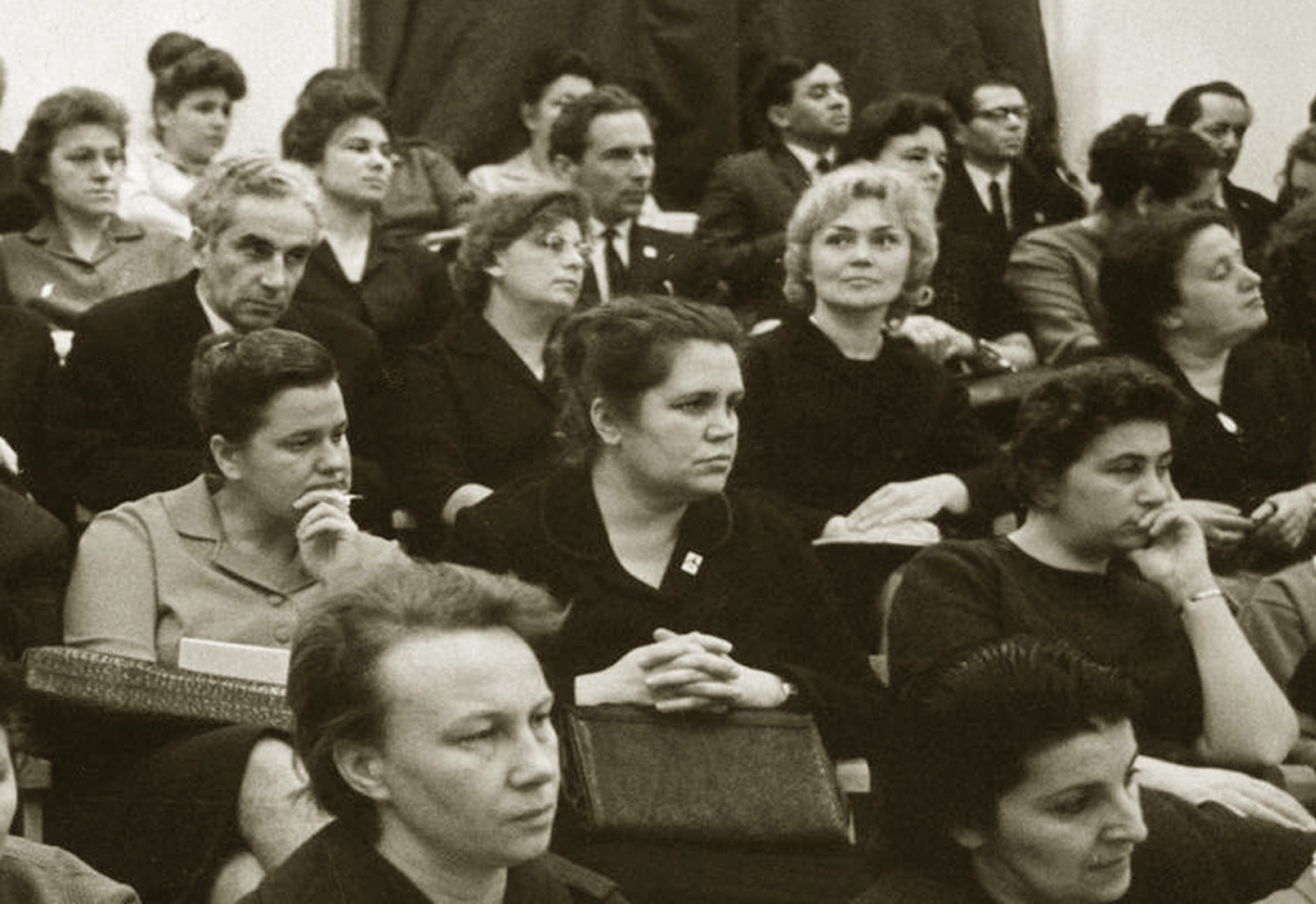
На 1-й всероссийской конференции детских хирургов. Москва, декабрь 1965 г.

Ещё в 1960 году кафедру детской хирургии ЛПМИ возглавил выдающийся учёный, клиницист и хирург, профессор Гирей Алиевич Баиров, пришедший сюда ассистентом годом раньше Киры Львовны. Судьба более чем на три десятилетия связала этих двух талантливых людей. Многие поколения детских хирургов называли Гирея Алиевича своим отцом-наставником, но К. Л. Дрейер всегда оставалась для них второй матерью.
К. Л. Дрейер не оставила после себя фундаментальных научных трудов. Она всегда тяготела к практической деятельности. Всю свою профессиональную жизнь она прожила на кафедре и в клинике. Именно к ней тянулись молодые хирурги обсуждать профессиональные вопросы, искать совета. Кира Львовна знала обо всем, что происходило на кафедре и в клинике. Со временем она возглавила хирургическую службу сначала базовой больницы кафедры им. Н. К. Крупской (в настоящее время — детская больница Святой Марии Магдалины), а затем в вновь открытой в Ленинграде Детской городской больницы № 1.

### Детская городская больница № 1
Пожалуй, главным делом всей жизни К. Л. Дрейер стала Детская городская больница № 1. Построенная на средства, заработанные ленинградцами на Коммунистическом субботнике, она вступила в строй в 1977 г. Со дня открытия больницы и почти в течение 30 лет Кира Львовна была бессменным хирургическим лидером стационара. Ей выпал уникальный шанс и вместе с тем огромная ответственность с нуля создать хирургическую службу крупной многопрофильной больницы. Подобное стало возможным лишь благодаря тому, что рядом оказались единомышленники: главный врач больницы Г. А. Зайцев; доцент Э. К. Цыбулькин, формировавший службу анестезиологии и реанимации; профессор Н. П. Шабалов, который стал организатором неонатологических отделений; доцент Р. В. Болдырев, курировавший педиатрическое направление больницы. Это были годы тяжёлого труда, когда из молодых выпускников педиатрического института в кратчайший срок был сформирован коллектив врачей, объединённых общими целями и стремлениями. За спиной каждого хирурга стояла Кира Львовна Дрейер. Ежедневные обходы хирургических отделений, консультации больных в палатах реанимации, постоянное присутствие в оперблоке, где она, переходя от стола к столу, одной лишь репликой могла направить ход операции в нужное русло. Очень скоро, благодаря К. Л. Дрейер, хирургическая служба ДГБ № 1 заняла достойное место среди всех детских хирургических клиник города, оказавшись лидером по большинству направлений детской хирургии.
После отъезда в Израиль семьи дочери и смерти в 1995 году мужа, Детская больница № 1 стала для Киры Львовны единственным домом. Здесь она и умерла 15 февраля 1996 г.

## Ученики
В стенах ДГБ № 1 Кира Львовна воспитала целую плеяду уникальных врачей — детских хирургов: заведующий отделением ургентной хирургии Евгений Михайлович Поляков; детские хирурги — Александр Абрамович Шульгин и Игорь Семёнович Назаркин; детский хирург, а затем главный врач ДГБ № 1 Анатолий Владимирович Каган; заведующие отделением плановой хирургии — Юлий Львович Дымшиц и Алла Сергеевна Маркарян; заведующий отделением урологии Яков Николаевич (Карсиэльевич) Алейников; хирурги-неонатологи — профессор Светлана Александровна Караваева и Алексей Николаевич Котин; заведующая отделением травматологии Марина Францевна Ковшова, первый в Ленинграде детский комбустиолог Александр Иванович Григорьев и многие, многие другие.

## Семья
- Муж Ирлин Аркадий Владимирович (1922—1995) — врач-реаниматолог детской больницы № 2 им. Н. К. Крупской;
- Дочь Гелина Ирина Аркадьевна (29.03.1954) — врач-неонатолог; проживает в Израиле;
- Зять Гелин Яков Борисович (1950) — детский хирург, уролог; проживает в Израиле.

## Избранные труды
- Дрейер K. Л., Сусленникова Э. А. К вопросу об оперативном лечении кист яичников у новорожденных // Педиатрия. 1963. -№ 7.-С.68-70.
- Дрейер, К. Л., Бетхер Т. Н. К вопросу о хирургическом лечении портальной гипертензии / Материалы второй всероссийская конференция детских хирургов (II, 1966; Калининград) — Калининград: Б.И, 1966. −223с. (С.171-172).
- Дрейер К. Л. Спинно-мозговые грыжи. В кн.: Хирургия пороков развития у детей / под ред. Г. А. Баирова. —Л.: Медицина, 1968. —С. 532—550.
- Баиров Г. А., Дрейер К. Л., Веревитина Т. П. и др. Осложнения послеоперационного периода при остром аппендиците у детей. / Материалы VIII научно-практической конференции хирургов, травматологов, ортопедов Карельской АССР. 1969. -С. 49—55.
- Немилова Н. К., Дрейер К. Л. Успешное лечение подкапсульной гематомы печени у новорожденного ребёнка // Вестник хирургии 1976. -№ 10.
- Дрейер К. Л., Немилова Н. К., Дорошевский Ю. Л. Перфорация дивертикула Меккеля у новорожденного // Вестник хирургии 1977. -№ 3.
- Баиров Г. А., Немилова Н. К., Дрейер К. Л. Успешное хирургическое лечение каудальной дупликации у грудного ребёнка // Вестник хирургии 1977. -№ 7.
- Немилова Н. К., Дорошевский Ю. Л., Дрейер К. Л., Попов А. А. Отдаленные результаты многоэтапного лечения ребёнка с атрезией пищевода и ануса // Вестник хирургии 1979. -№ 6.
- Баиров Г. А., Немилова Н. К., Дрейер К. Л., Дорошевский Ю. Л. Опухоли новорожденных. В кн.: Совершенствование диагностики, методов лечения и организации онкологической помощи детскому населению. -М., 1981. -С.308-310.

## Адреса в Санкт-Петербурге
Невский проспект, д. 139; Проспект Художников, д. 39

## Награды
- Медаль «За оборону Ленинграда»
- Медаль «За победу над Германией в Великой Отечественной войне 1941—1945 гг.»
- Медаль «За доблестный труд в Великой Отечественной войне 1941—1945 гг.»
- Медаль «В память 250-летия Ленинграда»
- Юбилейная медаль «Двадцать лет Победы в Великой Отечественной войне 1941—1945 гг.»
- Юбилейная медаль «60 лет Вооружённых Сил СССР»
- Юбилейная медаль «Тридцать лет Победы в Великой Отечественной войне 1941—1945 гг.»